# Catadermaptera
Sous-ordre
Catadermaptera est un sous-ordre d'insectes dermaptères qui comprend plus de 800 espèces[réf. nécessaire].
- - Infra-ordre Paradermaptera
    -       - Apachyidae

  - Infra-ordre Protodermaptera
    - Pygidicranoidea
      - Pygidicranidae inc Diplatyidae

    - Carciniphoroidea
      - Carciniphoridae inc Anisolabididae
      - Labiduridae